# Habenaria yezoensis
Habenaria yezoensis är en orkidéart som beskrevs av Hiroshi Hara. Habenaria yezoensis ingår i släktet Habenaria och familjen orkidéer. Inga underarter finns listade i Catalogue of Life.